# Kola Real

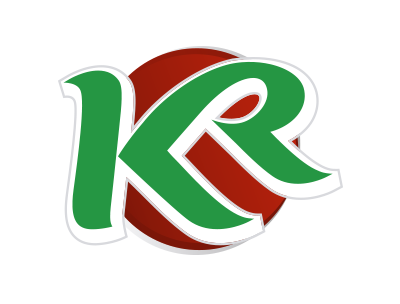
Logo de Kola Real

Kola Real est une des marques les plus populaires du groupe de boissons latino-américain Ajegroup. 

## Historique
Introduite au Pérou en 1988 au milieu d'un chaos économique et pendant une période d'une violence généralisée, la marque s'est aussi développée en Équateur, au Venezuela, au Mexique et au Costa Rica.  